# Listă de actori - H
|  | Listă de actori \| \| Listă de actori - H \| Liste alfabetice de actori și actrițe \| Listă de actrițe A - B - C - D - E - F - G - H - I - J - K - L - M - N - O - P - Q - R - S - T - U - V - W - X - Y - Z |

## Actori - H
| - Matthias Habich (* 1940) - Buddy Hackett (1924 - 2003) - Gene Hackman (* 1931) - Larry Hagman (1931 - 2012) - Anthony Michael Hall (* 1968) - Dieter Hallervorden (* 1927) - Hans Peter Hallwachs (* 1938) - Günther Maria Halmer (* 1943) - Mark Hamill (* 1952) - George Hamilton (* 1939) - Colin Hanks (* 1977) - Tom Hanks (* 1956) - Mark Harmon (* 1951) - Oliver Hardy (1892 - 1957) - Raimund Harmstorf (1940 - 1998) - Woody Harrelson (* 1961) - Ed Harris (* 1950) - Gregory Harrison (* 1950) - Richard Harris (1930 - 2002) - Rex Harrison (1908 - 1990) - Laurence Harvey (1928 - 1973) - David Hasselhoff (* 1952) - Ludwig Hartau (1877 - 1922) - Noah Hathaway (* 1971) - Gert Haucke (* 1929) - Rutger Hauer (* 1944) - Ethan Hawke (* 1970) - Jack Hawkins (1910 - 1973) - Nigel Hawthorne (1929 - 2001) - Charles Hawtrey (1914 - 1988) | - Sterling Hayden (1916 - 1986) - Robert Hays (* 1947) - Johannes Heesters (* 1903) - Van Heflin (1910 - 1971) - Sascha Hehn (* 1954) - Thomas Heinze (* 1964) - Martin Held (1908 - 1992) - Paul Henckels (1885 - 1967) - Paul Henreid (1905 - 1992) - Michael Herbig (* 1968) - Herbert Herrmann (* 1941) - Bernd Herzsprung (* 1942) - Charlton Heston (1924 - 2008) - Josef Heynert (* 1976) - Ernst H. Hilbich (* 1931) - Dieter Hildebrandt (* 1927) - Benny Hill (1924 - 1992) - Terence Hill (* 1939) - John Hillerman (* 1932) - Gregory Hines (1946 - 2003) - Knut Hinz (* 1941) - Michael Hinz (* 1939) - Werner Hinz (1903 - 1985) - Klaus Höhne (* 1927) - Heinz Hoenig (* 1952) - Attila Hörbiger (1896 - 1987) - Paul Hörbiger (1894 - 1981) - Dustin Hoffman (* 1937) | - Philip Seymour Hoffman (* 1967) - Benno Hoffmann (* 1919) - James P. Hogan (1890 - 1943) - Lars Hohlfeld (* 1971) - William Holden (1918 - 1981) - Earl Holliman (* 1928) - Ian Holm (* 1931) - Hans Holt (1909 - 2001) - Tim Holt (1918 - 1973) - Bob Hope (1903 - 2003) - Anthony Hopkins (* 1937) - Rolf Hoppe (* 1930) - Dennis Hopper (1936 - 2010) - Robert Hossein (* 1927) - Bob Hoskins (* 1942) - Adrian Hoven (1922 - 1981) - Arliss Howard (* 1954) - Leslie Howard (1893 - 1943) - Trevor Howard (1913 - 1988) - Jörg Hube (* 1943) - Paul Hubschmid (1917 - 2001) - Rock Hudson (1925 - 1985) - Tom Hulce (* 1953) - Gareth Hunt (* 1943) - John Hurt (* 1940) - William Hurt (* 1950) - John Huston (1906 - 1987) - Walter Huston (1884 - 1950) - Jonathan Hyde (* 1947) - Peter Hladik (* 1941) - Andreas Hutzel (* 1968) - Wilfrid Hyde-White (1903 - 1991) |

## Actrițe
|  | Listă de actrițe \| \| Listă de actori \| Liste alfabetice de actori și actrițe \| Listă de actrițe A - B - C - D - E - F - G - H - I - J - K - L - M - N - O - P - Q - R - S - T - U - V - W - X - Y - Z |